# Преганцьоль
Преганцьоль, Преґанцьоль (італ. Preganziol, вен. Preganziol) — муніципалітет в Італії, у регіоні Венето, провінція Тревізо.
Преганцьоль розташований на відстані близько 420 км на північ від Рима, 20 км на північний захід від Венеції, 8 км на південь від Тревізо.
Населення — 16 898 осіб (2014).
Щорічний фестиваль відбувається 25 травня. Покровитель — Sant'Urbano.

## Демографія
Населення за роками:

Станом на 1 січня 2023 року в муніципалітеті офіційно проживали 1264 іноземці з 67 країн, серед них 385 громадян країн Євросоюзу та 70 громадян України.

## Сусідні муніципалітети
- Казале-суль-Сіле
- Казієр
- Мольяно-Венето
- Тревізо
- Церо-Бранко